# Callan Chythlook-Sifsof
Callan Chythlook-Sifsof (* 14. Februar 1989 in Anchorage) ist eine US-amerikanische Snowboarderin.

## Leben
Chythlook-Sifsof war Teilnehmerin bei den Olympischen Winterspielen 2010.
Des Weiteren war sie Teilnehmerin bei den Snowboard-Juniorenweltmeisterschaften 2008 sowie beim Snowboard-Weltcup 2006/07, wo sie den dritten Platz in Snowboardcross belegte, beim Snowboard-Weltcup 2010/11 sowie beim Snowboard-Weltcup 2013/14. Im Februar 2014 bei den Winterspielen in Sotschi outete sie sich als homosexuell.